# 高等学校卒業程度認定試験
高等学校卒業程度認定試験（こうとうがっこうそつぎょうていどにんていしけん、英語: Certificate for Students Achieving the Proficiency Level of Upper Secondary School Graduates）は、高等学校を卒業していない者などに対し、高等学校を卒業した者と「同等以上の学力」があるかどうかを認定する学力試験。略称は高卒認定試験、高認試験、高認。文部科学省が実施している国家試験の一種である。
前身は大学入学資格検定（大検）。

## 概要
高等学校卒業程度認定試験に合格した場合、以下の効果が発生する。
1. 公的に「高等学校を卒業した者と同等以上の学力がある」とみなされる（高等学校卒業程度認定試験規則第1条）[2]。
2. 大学（短期大学を含む）・専門学校の入学試験、公務員（国家・地方）の採用試験、一部の国家資格の受験資格を得ることができる[3]。
3. 就職の際、地方自治体・民間企業の一部から高等学校卒業者と同等に扱われることができる[4]。

合格者は高等学校を卒業した者と同等以上の学力があると認められる。
本試験に合格することは高等学校卒業とは異なる（「合格証明書」と「卒業証書」がそもそも異なる）が、どちらも国は高等学校卒業の区分としている。
国勢調査結果で用いる用語の解説では、最終卒業学校の欄に高等学校卒業程度認定試験合格者とあり、高等学校卒業の区分となっている。
現在では、全日制課程の在籍者にも受験資格が与えられるようになったことや、受験機会が年2回へと変更されたことなどにより、受験者数が毎年増加する傾向となっている。最後の大検が行われた平成16年度の時点では、出願者が2万4,960人であった。これに対して、平成20年度に実施された高認試験においては3万3,264人の受験者数があり、受験者は4年間で33%の増加を見せた。
高認試験の試験会場は、各都道府県に一か所ずつ設けられている。東京都など受検者の多いところでは国立大学を使用しているが、他の道府県では公立高校を使用するケースが多い。受検者の少ない県では、県庁会議室などを会場として使用する場合もある。
高認試験の解答はすべてマークシート方式で行われている。合格ラインは試験の難易度や平均点によって変動し、年度や科目によっては40%程度の正答率でも合格となることもある。
履歴書の資格欄（または学歴欄）への記入例（文部科学省推奨）は、「平成（令和）○○年○○月 高等学校卒業程度認定試験合格」である。高校コードは、51000K。

## 受験資格
受験する年度末までに満16歳以上になる者。ただし、高等学校の既卒業者や旧・大学入学資格検定合格者、既に本試験に合格済みの者など、既に大学入学資格を持っている者は除く（受験自体が出来ない）。
高等学校卒業程度認定試験では、試験を受験する年度中に満16歳以上になる者で大学入学資格を持たない者であれば、すべて受験可能になった。但し、16歳・17歳の時点で合格しても、合格証書には「18歳の誕生日になるまで（日本の学校教育法に基づく設置である）大学の受験資格がない」旨の条件が付記され、例外を除いて満18歳になる年度まで大学に入学することはできない。
例外として、いわゆる飛び入学という制度では満17歳で大学受験資格が認められる。なお現在、この特例措置は、大学を受験する場合のみ適用され、実施している大学も限定されている。

## 受験日及び出願期間
- 受験日:（第1回試験）8月上旬、（第2回試験）11月上旬
- 出願期間:（第1回試験）4月上旬 - 5月上旬、（第2回試験）7月中旬 - 9月上旬

例として2024年度（令和6年度）の日程は以下の通り。
| 項目         | 第1回試験                       | 第2回試験                        |
| ------------ | ------------------------------- | -------------------------------- |
| 願書配布開始 | 4月1日[月]                      | 7月16日[火]                      |
| 出願期間     | 4月1日[月] - 5月7日[火]消印有効 | 7月16日[火] - 9月6日[火]消印有効 |
| 試験日       | 8月1日[木]、8月2日[金]          | 11月2日[土]、11月3日[日]         |
| 結果通知     | 8月27日[火]発送予定             | 12月3日[火]発送予定              |

## 試験科目
試験科目や教科毎の必須科目は実施年の前々年に有効な学習指導要領に準ずる。2024年度（令和6年度）以降の試験科目および合格に必要な要件は以下の通り。科目数は理科の選び方により8 - 9科目。2023年度まであった地理歴史及び公民の選択科目は廃止となった。
- 国語
  - 現代の国語・言語文化（古文・漢文を含む） : 必須
- 地理歴史
  - 地理総合 : 必須
  - 歴史総合 : 必須
- 公民
  - 公共 : 必須
- 数学
  - 数学I：必須
- 理科
  - 科学と人間生活 / 物理基礎 / 化学基礎 / 生物基礎 / 地学基礎：「科学と人間生活」と「基礎」が付く科目1科目の計2科目、または「基礎」が付く科目を3科目、どちらか必須
- 英語
  - 英語コミュニケーションI：必須

なお、2026年度（令和8年度）から、これに情報が加わる。

## 合格基準
文部科学省は公式には科目別の合格得点を公表していないが、大手予備校の分析によると、難易度や平均点により合格ラインは変動し、年度や科目によっては40点前後で合格となることもある。必要な科目に全て合格、または免除を受けることで高卒認定合格となる。
一般には、1回の受験で合格するために、必要な全ての科目を選択する。
既に一部の科目に合格している場合、その科目は次回以降免除され、改めて受け直す必要はない。
1科目以上に合格し、一部科目合格となっている者が、新たに高等学校等で単位を修得したり、技能審査に合格するなどして免除を申請することで、筆記試験を受けずとも高認合格要件を満たす場合がある。この場合も通常の受験手続きにより免除を申請することになり、他の受験者と同様に合格発表時に通知される。

## 科目免除要件
次の条件に合う科目は申請すれば免除される。
- 以下の技能審査（検定試験）を取得している科目
  - 英語：実用英語技能検定（英検）準2級以上、全商英語検定試験2級以上、国際連合公用語英語検定試験（国連英検）C級以上
  - 数学：実用数学技能検定（数検）2級以上
  - 歴史：歴史能力検定（歴検）世界史3級以上と日本史3級以上の両方
- 高校や高等専門学校、指定高等専修学校などで免除要件に合う必要単位数を修得した科目（中退者の場合。高認試験科目にない科目は免除要件にならない）
- 文部科学大臣認定の在外教育施設で免除要件に合う必要単位数を修得した科目
- 過去の試験、または大学入学資格検定で合格した科目

また、以上の科目免除を行った結果全科目が免除となる場合は、任意の1科目を受験し合格すれば高卒認定合格となる。

## 特例措置
視覚障害等の身体上の障害がある場合申請することによりいくつかの特例措置がとられる。主な特例措置は以下の通り。
- マークシートによる解答ではなく、点字、チェック、又は文字による解答
- 試験時間の延長
- 別室受験
- 杖の持参使用
- 付添者の同伴・試験場への乗用車での入構

## 大学入学資格検定からの変遷
単に大学入学資格を与えるという意味では、大学入学資格検定も高等学校卒業程度認定試験も違いはない。しかし、従来の大学入学資格検定よりも高等学校卒業者と「同等以上」であることを「強調」する観点から、大学入学資格検定を廃止して、高等学校卒業程度認定試験が2005年度から実施されている。高等学校卒業程度認定試験になっても、制度の本質は変わっていない。
この背景には、経済的な理由やさまざまな事情で高校に進学することが出来なかった、経済的な理由やいじめなど、さまざまな事情で高校を中退した、または中退するおそれのある若者（不登校の高校生や高校休学者など）が、改めて「専門的な知識を学びたい」、「新たな技能を身につけたい」と思った時の再出発を容易にとの機運が高まったことが挙げられる。
従来の大学入学資格検定との違いは以下の通り。
- 大学入学資格検定の受験資格は、中学卒業、または中学校卒業程度認定試験に合格していることが必要であったが、高等学校卒業程度認定試験では、それらが不要になった。
- 全日制高等学校の在学者が受験可能
（検定合格後に全日制を中退しても、18歳になったら大学入試に挑戦する資格が得られる）
- 家庭科（必修科目）の廃止
- 選択科目の廃止
- 英語（選択科目）の必修化
- 合格科目の高等学校卒業単位への算入が可能（全日制は高等学校の校長の裁量に基づくが、定時制や通信制では概ね認められる場合が多い）。

## 採点ミス
2005年6月（平成17年度第1回）から2007年11月（平成19年度第2回）までに実施された、全6回分の高校卒業程度認定試験の『世界史A』でコンピュータのプログラム不備による採点ミスがあり、本来大学入学資格が得られるはずの合計80人を不合格にしていたことが判明した。文部科学省はこの80人を判明した分から新たに追加合格とし、追加合格者に対し、既に締め切られた大学入試センター試験受験の意思を急遽電話で聞くなどの特例を実施し、2008年度の大学入試を受験できるよう関係機関に協力を求めた。

## 根拠法令
- 学校教育法（昭和22年法律第26号）第90条第1項
- 学校教育法施行規則第150条第5号
- 高等学校卒業程度認定試験規則